# Història d'Anglaterra

Escut d'Anglaterra

Anglaterra és el territori més extens i més poblat del Regne Unit. Habitada per pobles celtes des del segle v aC, Anglaterra va ser colonitzada pels romans entre el 43 dC i principis del segle v. A partir de llavors va començar la invasió d'una sèrie de pobles germànics (angles, saxons i juts) que van anar expulsant als celtes, parcialment romanitzats, cap a les actuals regions de Gal·les, Escòcia, Cornualla i la Bretanya. Al segle x, després de resistir una sèrie d'atacs vikings, Anglaterra es va unificar políticament. Després de l'ascensió de Jaume VI d'Escòcia al tron d'Anglaterra el 1603 i l'annexió d'Escòcia per Anglaterra el 1707 és menys apropiat diferenciar la història d'Anglaterra de la de la resta del Regne Unit.

## Prehistòria

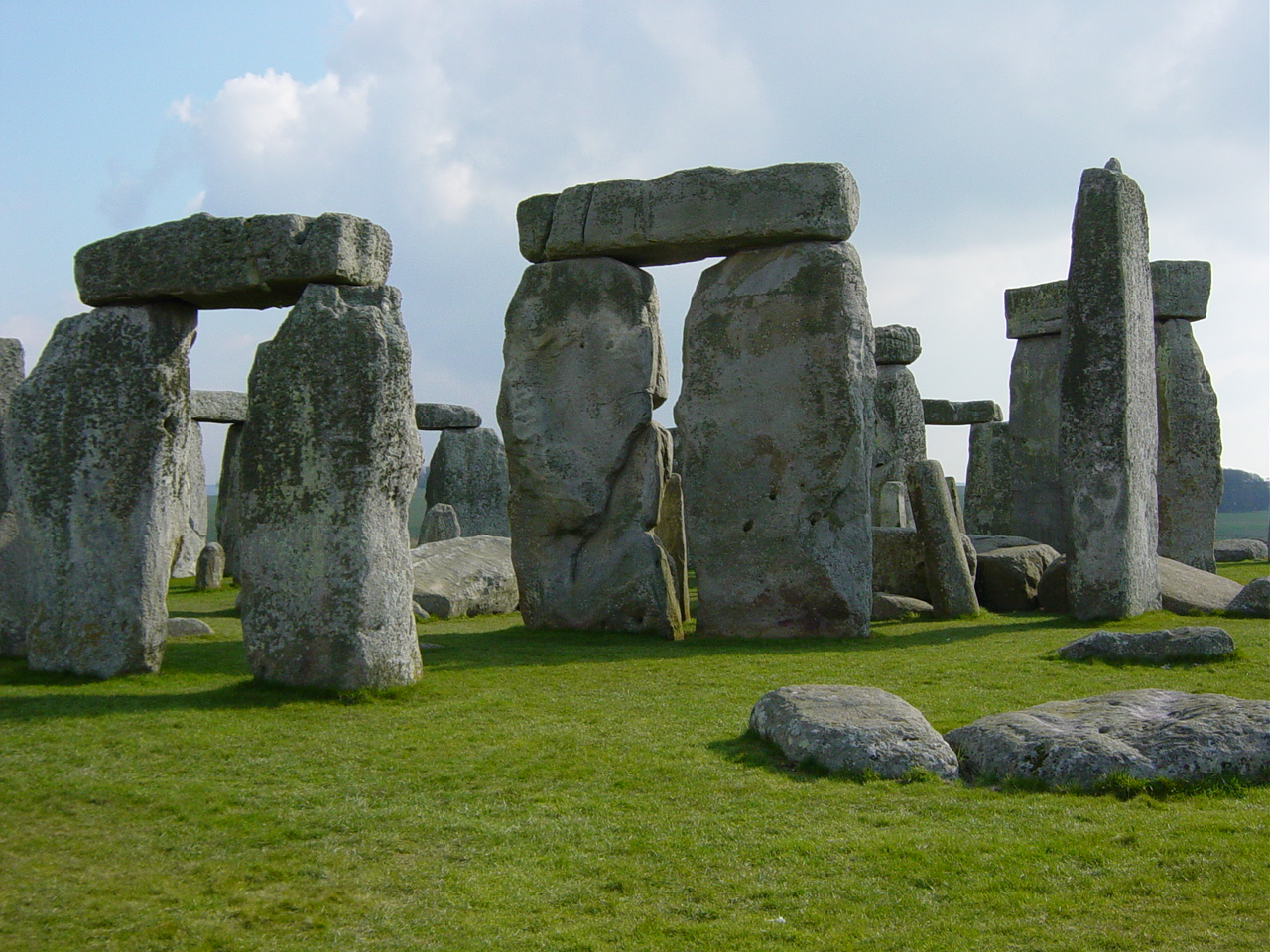
Stonehenge (2300 aC).

El continent europeu té, al nord-oest, un conjunt d'illes conegudes antigament com les Bretanyes, sent la Gran Bretanya la més important per la seva grandària, la que li dona nom. L'illa era relativament insignificant en la història de la civilització occidental. Es conserven pocs indicis de l'idioma o de la civilització dels primers habitants, tan sols monuments megalítics, com ara Stonehenge, que daten de l'edat del bronze (cap al 2300 aC).
Els celtes van arribar a les Illes Britàniques cap al segle v aC, procedents del continent europeu. Els primers exploradors estrangers que van aconseguir arribar a l'arxipèlag van ser grecs procedents de Massilia (avui Marsella), cap al 330 aC Abans de l'arribada dels romans, la totalitat dels pobles de les Illes Britàniques eren de llengua cèltica.

## Britànnia romana

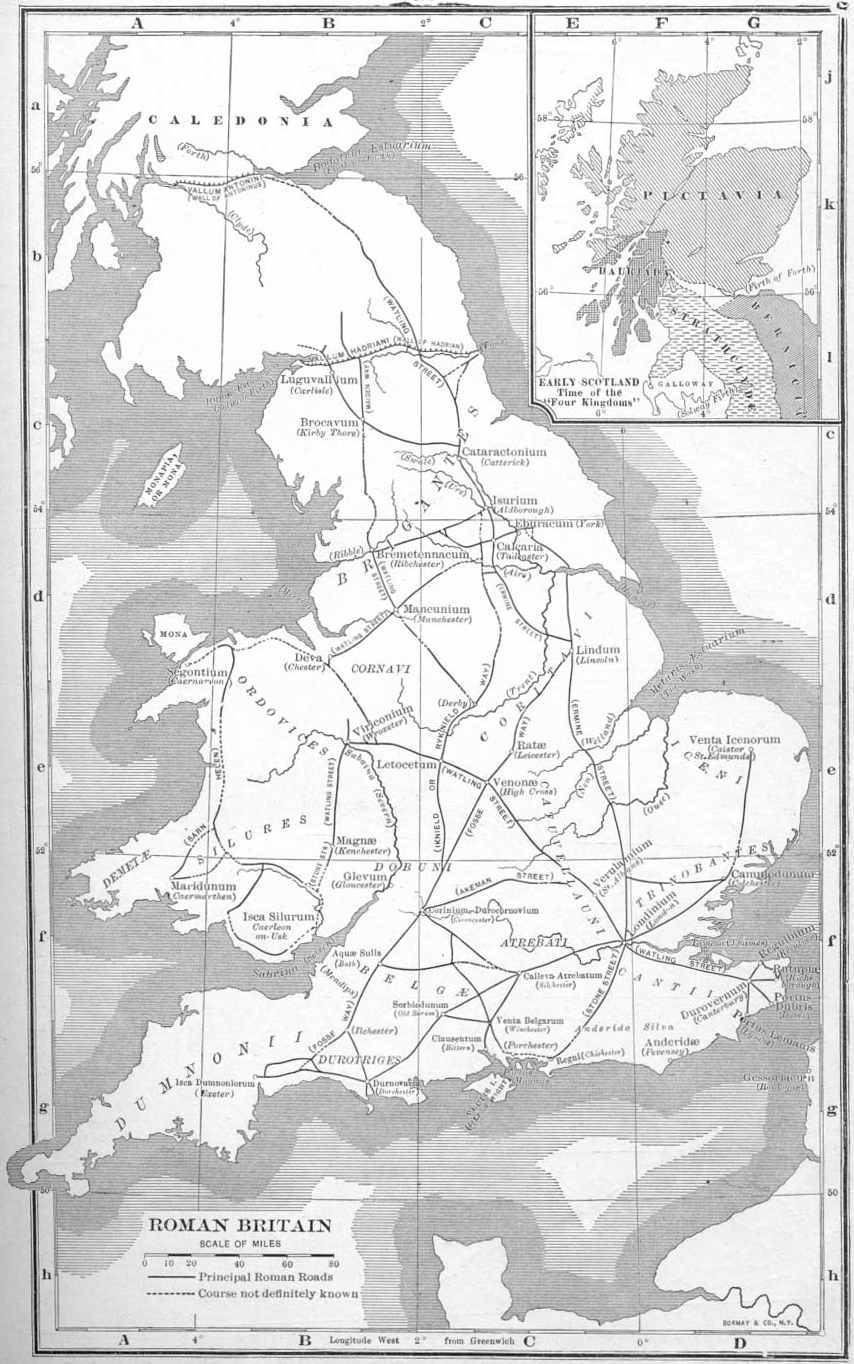
Principals assentaments i calçades de Britànnia.

Després de la conquesta de la Gàl·lia, el general romà Juli Cèsar va decidir fer en el 55 aC una expedició de reconeixement a l'illa, que va anomenar Britànnia. A l'any següent va tornar a Anglaterra amb un exèrcit més important i, després de derrotar a una confederació de tribus del sud-est del país, va sotmetre a part d'Anglaterra a reconèixer la supremacia de Roma, pagant alguns tributs i apropant-la a l'òrbita d'influència romana. No obstant això, no va ser fins a l'any 43, sota el regne de l'emperador Claudi, que els romans van fer el moviment decisiu de convertir Britànnia en una província romana.
Quatre legions van anar conquerint el sud-est i el centre de l'illa, sense trobar grans resistències. No obstant això, la conquesta de Gal·les i del nord i de l'oest d'Anglaterra va presentar majors problemes a l'avanç romà. En el 61 la rebel·lió d'una tribu cèltica, comandada per la seva reina Boudica, va arrasar Londínium (Londres) i altres ciutats. Aquesta rebel·lió va ser ofegada brutalment. Posteriorment, el mandat del governador Agrícola entre el 78 i el 85 va ser especialment brutal, eixamplant les fronteres de la província després d'exterminar a diverses tribus celtes.
En el 115, els nadius es van revoltar contra els seus conqueridors i van arrasar la guarnició romana de York. Com a resultat, l'emperador Hadrià va fer construir una muralla de 117 km, anomenada muralla d'Hadrià, que marcaria el límit nord del domini romà. Posteriorment, els romans avançarien posicions en els lowlands escocesos, construint una nova muralla 50 km al nord. No obstant això, seria abandonada al 161, marcant la muralla d'Hadrià la frontera nord de l'Imperi Romà durant els següents dos-cents anys, un període de pau relativa.
Així, la Britànnia romana consistia grosso modo en les actuals Anglaterra i Gal·les. Els habitants de Britànnia a penes van tenir participació en la vida política de Roma. D'altra banda ni el blat que produïen ni els minerals que oferien les seves mines cobrien els enormes costos de l'ocupació. Hi va haver a Britànnia una notable romanització a tenir en compte, especialment a les ciutats, però no va arribar a ser mai com la d'Hispània o la de la Gàl·lia.

## Alta edat mitjana

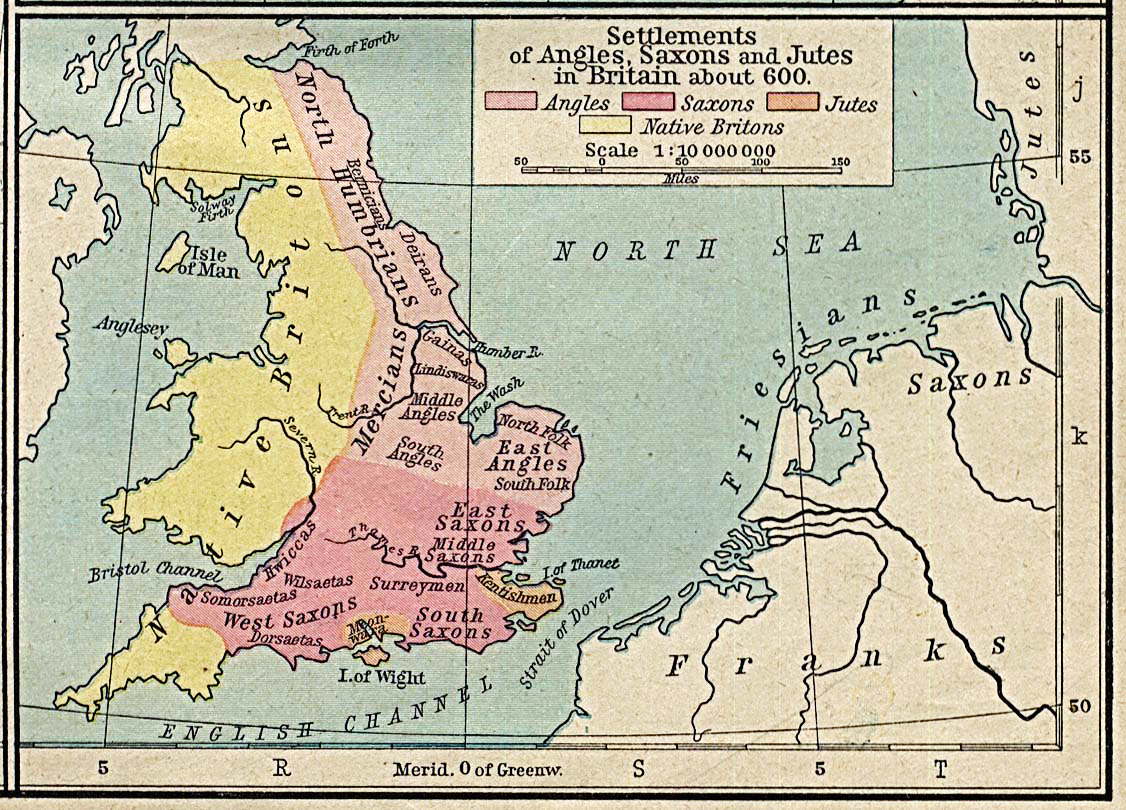
Distribució dels angles (rosa), dels saxons (vermell), dels juts (taronja) i dels britànics nadius (groc) a la Gran Bretanya de l'any 600.

Els segles V i VI de la història de la Gran Bretanya han estat denominats com l'«edat fosca» perquè és certament molt poc el que se sap d'aquest període històric. El seu caràcter fosc és no obstant això veritablement crucial en la formació de les nacions britàniques, perquè és el moment en què se succeeixen en pocs anys dos fets radicals: l'abandó romà de l'illa i la invasió dels angles, juts i saxons, liderats pels llegendaris germans Hengist i Horsa. El període conclou amb una supremacia absoluta de l'anglosaxó, una reculada imparable del celta i una desaparició del llatí. L'escassetat de fonts històriques ha servit d'esperó per deixar volar la imaginació per a aquests segles, escenari temporal del cicle artúric.

## Baixa edat mitjana

### Els normands

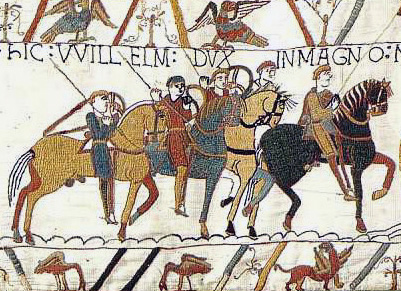
Representació de la batalla de Hastings (1066) en el Tapís de Bayeux.

Els normands, vikings assentats a Normandia (Regne de França) i que havien adoptat el francès com a llengua, van conquerir Anglaterra el 1066. Guillem el Conqueridor, que tenia drets sobre el tron anglès, va vèncer al rei saxó Harold a la batalla de Hastings i va ser coronat rei. La dinastia normanda duraria fins al 1189, en què van ser succeïts pels Plantagenet.
L'anarquia d'Anglaterra és un període durant el qual va tenir lloc una guerra civil, sota l'inestable regnat del rei Esteve de Blois (1135 - 1154), el nebot del rei Enric I (1100 - 1135). Enric va nomenar a la seva filla Matilde d'Anglaterra com la seva successora en el tron però, a la mort d'Enric I, Esteve s'autoproclamà com a rei. Una situació d'inseguretat i agitació es va perllongar durant el regnat d'Esteve. El fill de Matilde, el que seria més tard Enric II d'Anglaterra, havia arribat a Anglaterra amb la intenció de conquerir-la. Llavors Esteve, cansat de lluitar, va decidir signar el Tractat de Wallingford el 1153, reconeixent a Enric com el seu successor en el tron. Esteve va morir un any després i Enric II va assumir el tron, posant fi a dues dècades d'anarquia reial.
Durant els últims anys del segle xii ocupa el tron d'Anglaterra Ricard Cor de Lleó. Aquest és un període d'inestabilitat política. Ricard I Cor de Lleó va marxar a combatre en la Tercera Croada, i va caure presoner del duc d'Àustria el 1192. Tot i això, el procés de centralització del poder va prosseguir. El 1199 va pujar al tron Joan Sense Terra. Joan havia usurpat el tron durant la captivitat de Ricard I Cor de Lleó i comptava amb l'animadversió de la noblesa anglesa. No era un bon guerrer i va perdre els dominis francesos de la corona davant Felip II de França. La rebel·lió dels nobles contra ell el va obligar a signar, el 1215, la Carta Magna, per mantenir-se en el poder.
L'enfortiment de la noblesa es va produir durant l'absència de Ricard Cor de Lleó. La seva unió li va servir per imposar a Joan Sense Terra la Carta Magna i el va obligar a complir-la, malgrat els seus intents de derogar-la. Però no només l'alta noblesa s'havia independitzat, sinó també la noblesa mitjana, que es va aliar amb la burgesia urbana i amb les ciutats. Tots ells aspiraven a limitar el poder del rei i a tenir una major representació al govern del regne. La Carta Magna va ser condemnada, i anul·lada pel papa Innocenci III, el que li va servir a Joan Sense Terra perquè no entrés en vigor.

#### Creació del Parlament

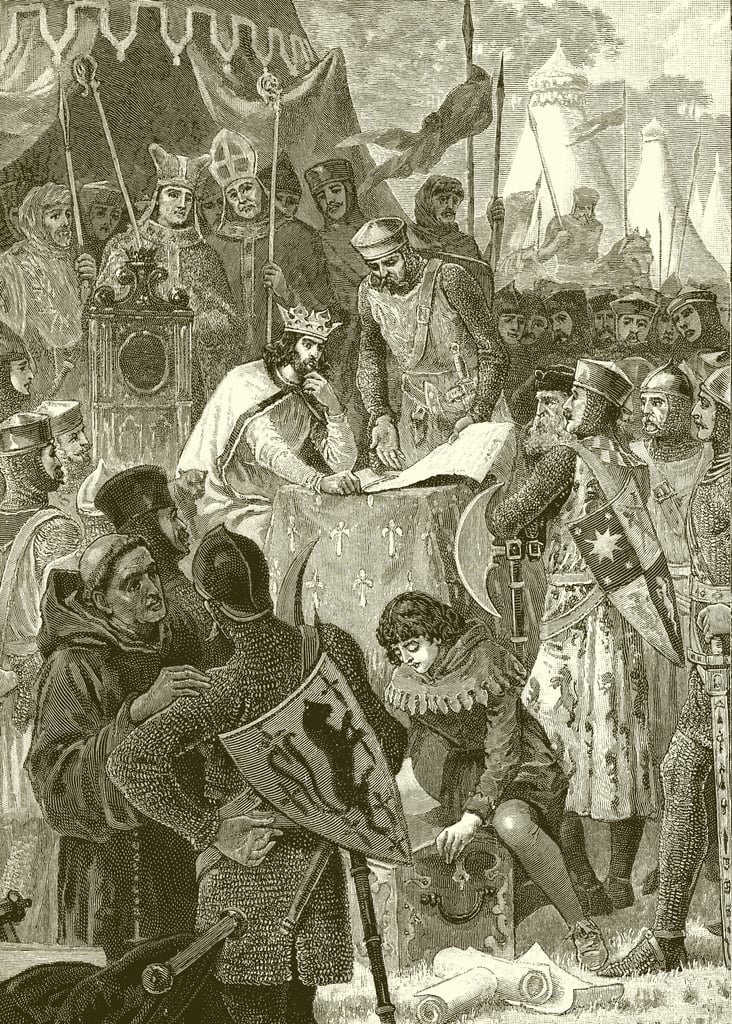
Joan sense Terra signant la Carta Magna (1215).

El 1216 va morir Joan Sense Terra i va pujar al tron el seu fill Enric III d'Anglaterra, menor d'edat, i es va restaurar la Carta Magna. El regnat d'Enric III tampoc no és brillant. Cau derrotat davant dels francesos i es va sotmetre al papat. El 1258 va esclatar la crisi entre Enric III i la Cúria. Els llegats pontificis van demanar diners i tropes a Enric III per conquerir Itàlia. Enric III va convocar una reunió extraordinària de la Cúria, el parlament (d'on sortiria el terme parlament), i va sol·licitar a cada membre de la Cúria un terç dels seus béns. La noblesa, encapçalada per Simó de Montfort, es va rebel·lar i va prendre el poder. Enric III es va sotmetre a la tutela d'una comissió de 24 membres, 12 elegits pel rei i 12 pels nobles. Aquesta comissió va imposar al rei les Provisions d'Oxford, segons les quals els alts funcionaris serien nomenats amb el consentiment del Parlament, es reunirien tres cops l'any, i es creava un consell financer de 24 membres. També hi haurà un control ministerial de 15, i una comissió permanent de 12. Naixia, així, el Parlament.
Enric III va tractar d'anul·lar els acords amb l'ajuda del papa i de sant Lluís, però no va ser capaç de sotmetre a la noblesa, el que va conduir a una guerra civil. El 1264 Simó de Montfort va fer presoner a Enric III i es va lliurar el poder a tres electors i a nou consellers reials. El poder va quedar, de fet, en mans de Montfort, que va exercir una dura dictadura, com a senescal d'Anglaterra. El 1265 va reunir a un nou parlament, en el qual va convocar a la noblesa, al clergat i als comtats, Londres i els ports, amb el que el tercer estat entrava al Parlament. Però el 1265, Montfort va ser derrotat i mort pel príncep hereu Eduard I d'Anglaterra. Enric III va ser restaurat i va anul·lar el Parlament.

### Guerra dels Cent Anys (1337-1453)

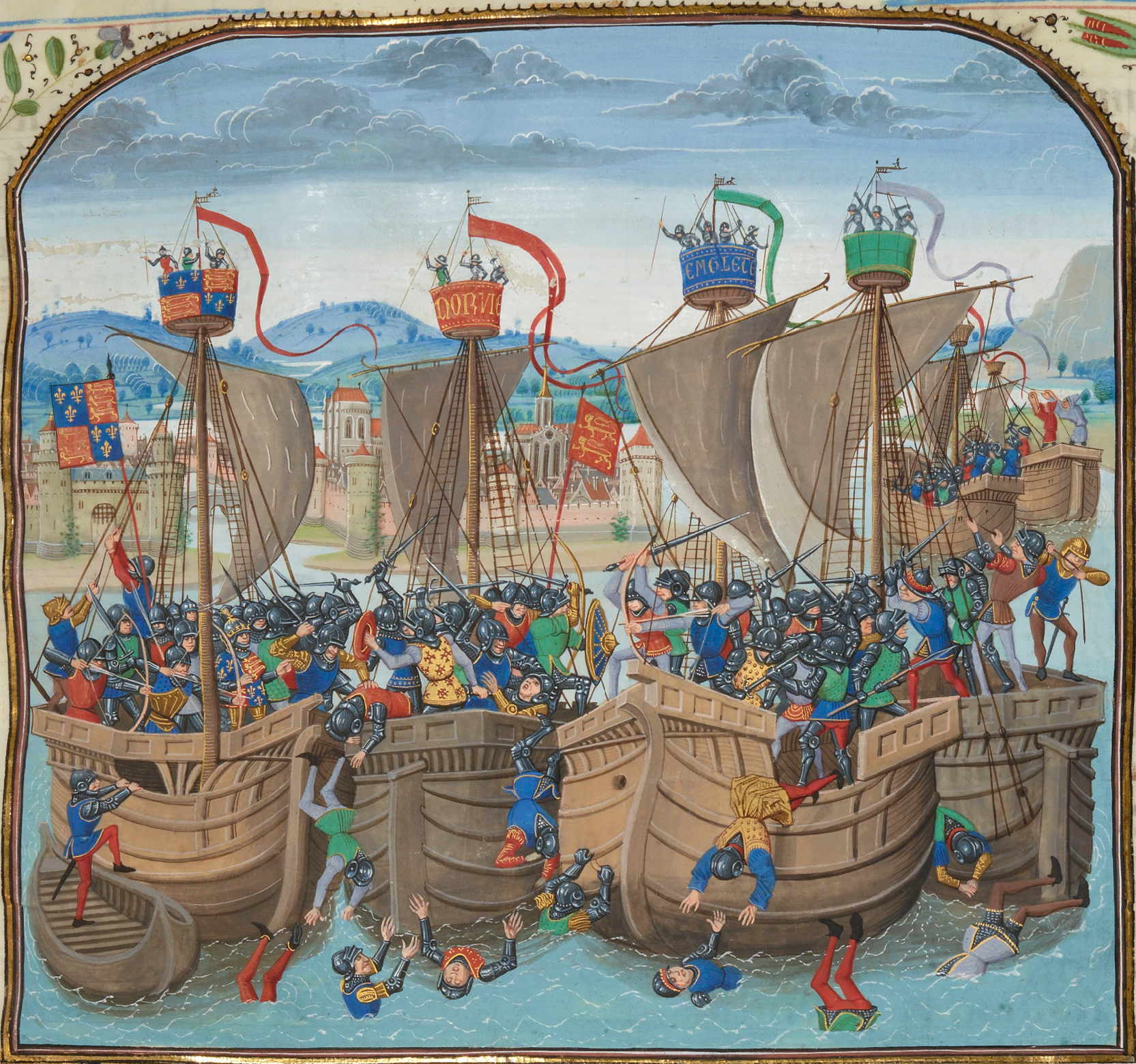
Il·lustració de Jean Froissart sobre la Batalla de Sluys.

Al febrer de 1328 va morir Carles IV de França. Eduard III d'Anglaterra tenia drets per ser nebot de Carles, però els nobles francesos van preferir a Felip de Valois, qui va regnar amb el nom de Felip VI. Entre 1331 i 1334, en el marc de la guerra civil escocesa, Eduard III va donar suport a Eduard Balliol, coronat el 1334. David II d'Escòcia, rival de Balliol, va buscar refugi a França i va retre homenatge a Felip VI.
El 1337 Felip VI va confiscar el ducat d'Aquitània. Això va acabar per desencadenar la guerra oberta entre Anglaterra i França que s'anomenaria Guerra dels Cent Anys. Les primeres victòries van ser per als anglesos, superiors militarment: el 1340 en la batalla naval de Sluys, el 1346 a Crécy, i el 1347 a Calais. Aquesta ciutat romandrà en poder dels anglesos fins al 1558.
El 1341 David II va tornar a Escòcia. Els anglesos el van derrotar a Neville Cross a l'octubre del 1346 i el van mantenir presoner onze anys. La pau es va establir mitjançant el Tractat de Berwick.
Al juliol del 1348 Anglaterra va patir la pesta negra.
El fill d'Eduard, del mateix nom que el seu pare, però conegut per la història com el Príncep Negre, va assolar el Comtat d'Armanyac el 1355. Va arribar fins a la Mediterrània i va tornar arrasant tot el que va trobar al seu pas. El 1356 va obtenir una gran victòria davant dels francesos a Poitiers, fent presoner a Joan II de França.
El 1360 Eduard III va signar la Pau de Brétigny, per la qual es reduïa el rescat per Joan, els anglesos passaven a dominar el territori que va des dels Pirineus fins al riu Loira i Eduard renunciava als seus drets sobre la corona francesa.
Els anglesos van fer costat al rei Pere I de Castella en la lluita contra el seu germà Enric de Trastàmara. El 1367 el Príncep Negre va vèncer a Nájera. El 1369 Pere va ser assassinat pel seu germà. L'hereva de Pere era la seva filla Constança de Castella que es va casar amb Joan de Gant, duc de Lancaster, fill d'Eduard III. El 1372 la flota castellana va vèncer a l'anglesa a La Rochelle.
El 1369 els francesos van tornar a assetjar Aquitània i el 1375 es va signar una treva de dos anys a Bruges. Anglaterra mantenia solament Calais i una estreta franja des de Bordeus fins a Baiona.
El Príncep Negre va morir el 1376. Des del 1369 estava malalt i des del 1371 retirat. Eduard III va morir en 1377, afectat d'una senilitat que no li va permetre controlar la Cort i les intrigues de la seva amant Alice Perrers.
Va pujar al tron Ricard II d'Anglaterra (1377 - 1399), fill del Príncep Negre, als deu anys. El 1381 es va instituir un impost per defensar-se d'una potencial invasió francesa. Això va causar una revolta dels pagesos de la zona més rica d'Anglaterra. Ricard s'hi va enfrontar amb valentia: el 14 de juny va acudir amb la Cort a Mile End, on va abolir la servitud. Els rebels van ser derrotats el 28 de juny a Billericay. John Ball i altres líders van ser condemnats a mort. A partir de 1381, Ricard va triar els seus propis consellers. Estimava la literatura, era autoritari i vel·leïtós, i es va guanyar l'enemistat dels nobles.
El 1387 els comtes d'Arundel, Warwick, Derby i Nottingham van acusar de traïció a alguns favorits del rei. Se'ls va unir Enric Bolingbroke, comte de Derby, fill de Joan de Gant i cosí del rei Ricard. El 1388 Ricard II es va veure obligat a acceptar les exigències del parlament, conegudes com a Merciless Parliament, entre elles l'execució o l'exili dels seus principals partidaris.
El 1396 Ricard II va signar una treva amb França.
El 1397 - 1398, Ricard va ordenar l'execució d'Arundel i va exiliar a Warwick, Bolingbroke i Nottingham. El 1399 va morir Joan de Gant, duc de Lancaster, immensament ric: Ricard II va exiliar de per vida a Bolingbroke, fill i hereu de Joan, i va repartir les seves propietats. Ricard va anar a Irlanda per sufocar una rebel·lió, cosa que va aprofitar Bolingbroke per tornar a Anglaterra i fer-se amb gran part del país. A la tornada, Ricard va ser capturat. El Parlament va coronar Bolingbroke, amb el nom d'Enric IV d'Anglaterra (1399 - 1413), donant inici a la dinastia reial de la casa de Lancaster.
El 1400 Enric IV va ordenar la mort de Ricard. Fins al 1408, va haver de fer front a diverses revoltes dels nobles, executant Tomàs Percy, comte de Worcester, i Scrope, arquebisbe de York. El comte de Northumberland, Enric Percy, va acabar la seva revolta assassinat a Bramham Moor el 1408.
El 1400 els rebels gal·lesos van proclamar príncep de Gal·les a Owain Glyn Dwr, qui entre 1403 - 1405 va arrasar diverses ciutats fidels a Anglaterra, però la seva marxa a Worcester va fracassar i el 1407 els anglesos van recuperar els castells perduts i Owain va fugir.
El 1407 els anglesos i els francesos van signar una nova treva.
Fill d'Enric IV, Enric V (1413 - 1422) va confirmar els seus drets al tron francès i va reactivar la guerra. El 1415 va obtenir la victòria d'Azincourt i el 1417 va prendre Caen. El 1420 es va signar el Tractat de Troyes, pel qual Enric V d'Anglaterra es casava amb Caterina de Valois, filla del rei de França. Enric era reconegut a més hereu al tron francès. Enric V va morir el 1422, abans que el rei Carles VI de França.
Sota la regència de Joan, duc de Bedford, germà d'Enric V, els anglesos van arribar al 1429 fins a Orleans. Però el 4 de maig Santa Joana d'Arc, al capdavant dels cavallers francesos, va aixecar el setge. Carles VII de França va ser coronat rei de França a Reims.
Un nen de pocs mesos va pujar al tron anglès com Enric VI d'Anglaterra (1422 - 1461, 1470 - 1471). Va ser coronat rei de França a París, al desembre del 1431. El 1435 Borgonya es va reconciliar amb França. Els francesos van prendre París i el 1444 es va signar una treva de cinc anys. Entre 1449 - 1453, Carles VII, va atacar Normandia i Gascunya i el 1450 va anihilar l'exèrcit anglès a Fromigny. El 1453 va prendre Bordeus, dominant tota França excepte Calais, i rematant la Guerra dels Cent Anys.
Enric VI era impressionable, manejable, educat i piadós. No li interessava el govern ni la cavalleria, la seva política exterior va ser desastrosa i la seva generositat i liberalitat van arruïnarar la Hisenda.
El 1450 es va produir la rebel·lió de Jack Cade, qui va arribar a prendre Londres i va executar diversos cortesans. Va ser mort després de ser capturat.

### Guerra de les Dues Roses (1455-1487)

La rosa vermella de la Casa de Lancaster i la blanca de la Casa de York.

La Guerra de les Dues Roses (1455-1485) va ser el conjunt de conflictes intermitents en la guerra civil que va enfrontar als membres i partidaris de la Casa de Lancaster contra els de la Casa de York, pretendents del tron d'Anglaterra. Ambdues famílies reials tenien origen comú a la Casa Reial de Plantagenet, com a descendents del rei Eduard III. El nom «Guerra de les Dues Roses" o "Guerra de les Roses" no va ser utilitzat en la seva època, però procedeix dels emblemes d'ambdues cases reials. D'una banda estava la rosa vermella dels Lancaster i per altre la rosa blanca de York, que van ser utilitzades com emblemes pels adherents de cadascuna de les faccions.
La guerra es va donar principalment entre els membres de l'aristocràcia terratinent i exèrcits de senyors feudals. El suport a cada un dels bàndols va dependre en gran manera dels matrimonis dinàstics entre la noblesa. El patriarca de la casa de Lancaster, Joan de Gant va tenir com a primer títol el de Comte de Richmond, el mateix que ostentaria Enric VII al final de la guerra. El líder de la casa de York va ser Edmund de Langley, que tenia el Senyoriu de Cambridge. Més tard, durant els regnats dels Tudor i dels Estuard, Richmondshire i Cambridgeshire es transformarien en focus principals de recusants i puritans, respectivament. Cal destacar que la baralla entre les faccions es va perllongar més enllà de l'època d'Enric, ja que els monarques que van seguir van impulsar la continuïtat dels enfrontaments.
La Guerra de les Dues Roses va provocar en gran manera la caiguda dels Plantagenet, ja que va produir un altíssim nombre de morts entre la noblesa, a més de generar gran descontentament social. Aquest període va marcar el declivi de la influència anglesa en el continent europeu, el debilitament dels poders feudals dels nobles i, en contrapartida, l'augment d'influència per part dels comerciants, i el creixement i enfortiment d'una monarquia centralitzada sota els Tudor. Aquesta guerra assenyala la fi de l'era feudal anglesa i el començament del Renaixement.

### Estat, religió i economia durant la baixa edat mitjana
La monarquia anglesa a l'edat mitjana es caracteritza pel seu gran patrimoni, capacitat d'influència, poder i control sobre la noblesa. La burocràcia era incipient. L'organització territorial es basava en els comtats i era sòlida i eficaç. No existien exèrcit o policia regulars. El Parlament era feble, amb preponderància de la Cambra dels Comuns sobre la Cambra dels Lords. L'Església estava subjecta al poder reial, era rica, mantenidora de la cultura i benefactora social. Estructurada en parròquies. El clergat era poc instruït i de moral relaxada. El Cister va arribar al Regne d'Anglaterra el 1128, els dominics el 1221, els franciscans el 1224 i els carmelites el 1240.
L'únic moviment herètic aparegut a Regne d'Anglaterra en aquest període va ser el dels lolards. John Wyclif va atacar algunes de les doctrines fonamentals de l'Església i l'autoritat papal, basant-se en la suprema autoritat de la Bíblia. Els seus deixebles van traduir a l'anglès les seves idees i la Bíblia. Van ser perseguits des del 1401. El 1414, dirigits per John Oldcastle, van intentar enderrocar Enric V. La seva derrota va implicar la seva definitiva clandestinitat i la seva progressiva extinció.
El saxó occidental va ser la llengua d'Anglaterra fins a la conquesta normanda. Va rebre influències del llatí, del normand i del francès. Aquesta llengua va ser la dominant de la Cort, l'administració, la justícia, etc. del Regne d'Anglaterra fins al 1350, quan va començar a ser substituït per l'anglès.
L'esclavitud va desaparèixer abans del 1300 i la servitud el 1485. El 1086 la població aconseguia arribar al milió i mig d'habitants, el 1300 als quatre milions.
Els anys de 1315, 1316, 1320 i 1321 van ser anys de males collites i el 1319 i el 1321 es van produir epidèmies en el bestiar oví i boví. Es va generalitzar la fam i el preu del gra es va duplicar.

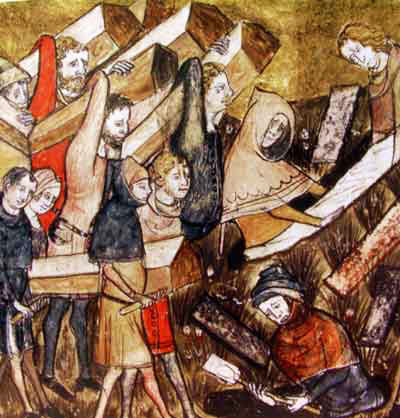
Il·lustració de la pesta negra. "The Chronicles of Gilles Li Muisis" (1272-1352). Bibliothèque royale de Belgique, MS 13076-77, f. 24v.

La pesta negra va arribar a Regne d'Anglaterra el 1348 i va reduir la població a la meitat. Se'n van patir cinc nous brots entre 1361 i 1397. Amb el declivi demogràfic, va pujar el nivell de vida dels camperols. El govern va intentar controlar el mercat laboral en benefici dels patrons i el 1351 va aprovar l'Estatut dels Treballadors sobre preus i salaris.
Londres era el centre comercial del regne i terminal del comerç. El 1500 tenia fins a 100.000 habitants. La Ciutat de Westminster era la seu de la Cort i del Parlament. De les altres ciutats angleses només Norwich superava el 1500 els 10.000 habitants. Els burgesos que regien les ciutats estaven organitzats en gremis.
A l'edat mitjana Anglaterra va passar d'un model econòmic colonial, exportador de matèries primeres i importador de productes manufacturats i de luxe, a exportar draps, afavorit per la immigració de teixidors flamencs.

## La Reforma (1509-1603)

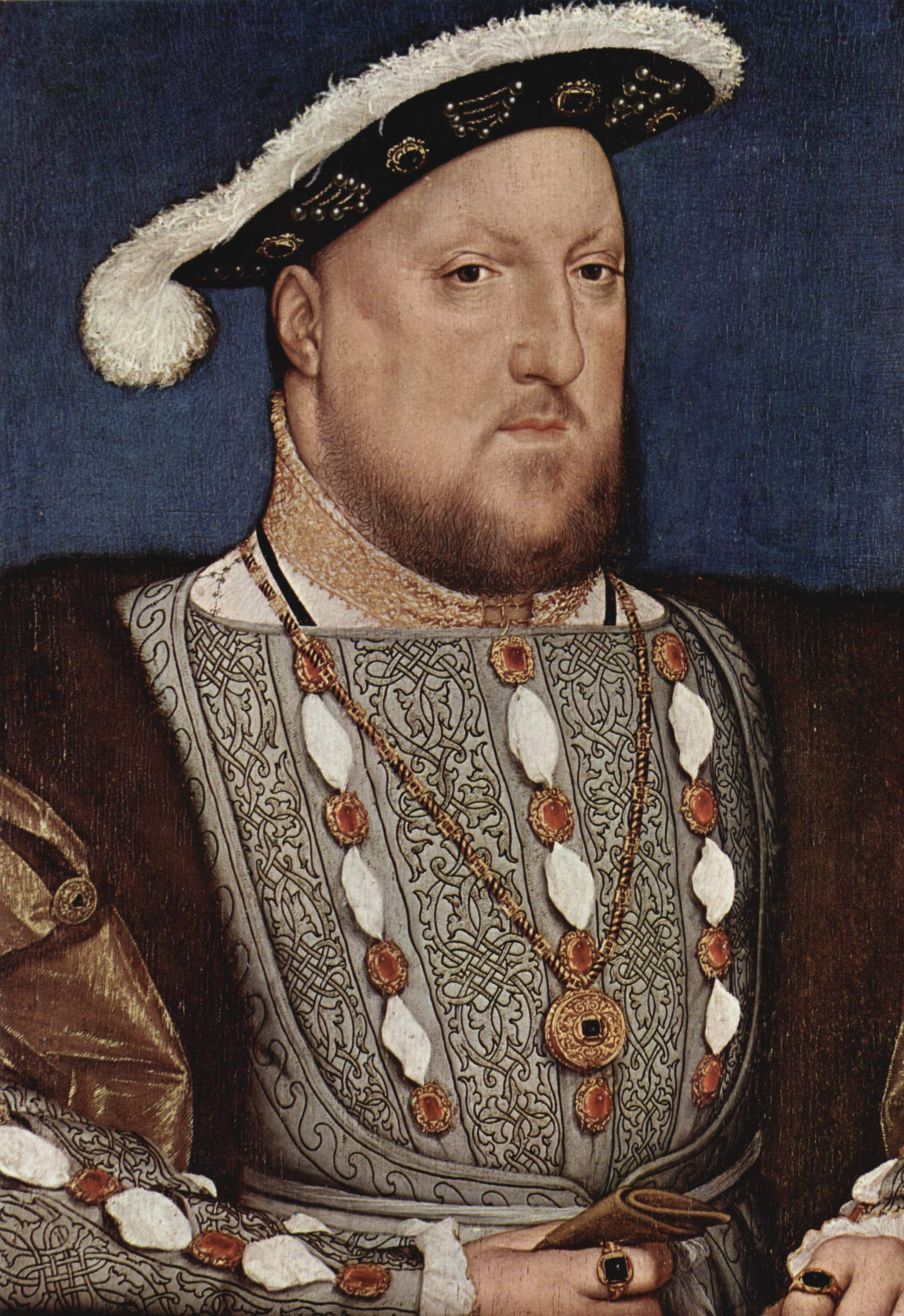
El rei Enric VIII, qui va trencar amb l'Església Catòlica Romana i es va establir com a principal autoritat de l'Església d'Anglaterra.

En aquest període Enric VIII va trencar els vincles que li lligaven al Vaticà. Amb la ruptura, el monarca es va instituir com a màxima autoritat de l'Església anglesa. Aquesta ruptura es va consolidar amb el seu fill i hereu del tron, Eduard VI sota el regnat del qual, entre altres mesures, es va deixar d'exigir el celibat als clergues i es van retirar les imatges dels temples religiosos. Algunes mesures d'Eduard VI van provocar multitud de conflictes entre l'estat i moltes parròquies. Aquesta situació va permetre a Maria I d'Escòcia accedir al tron el 1554 restaurant de nou el catolicisme. Tanmateix, en morir sense descendència el 1558, Elisabet I d'Anglaterra va convertir Anglaterra definitivament en un país de preponderància protestant.

## Les dues revolucions delseglexvii(1603-1707)
Els reis d'Anglaterra eren poderosos, però no disposaven d'exèrcit regular i els seus ingressos eren limitats. Van tractar de trobar fons sense haver de dependre del Parlament. Anglaterra era un país clarament protestant i qualsevol moviment que es pogués interpretar com un intent de restablir el catolicisme era objecte d'una violenta resposta. La incapacitat de Carles I de donar resposta a aquests problemes va originar la guerra civil.

### Jaume I (1603-1625)

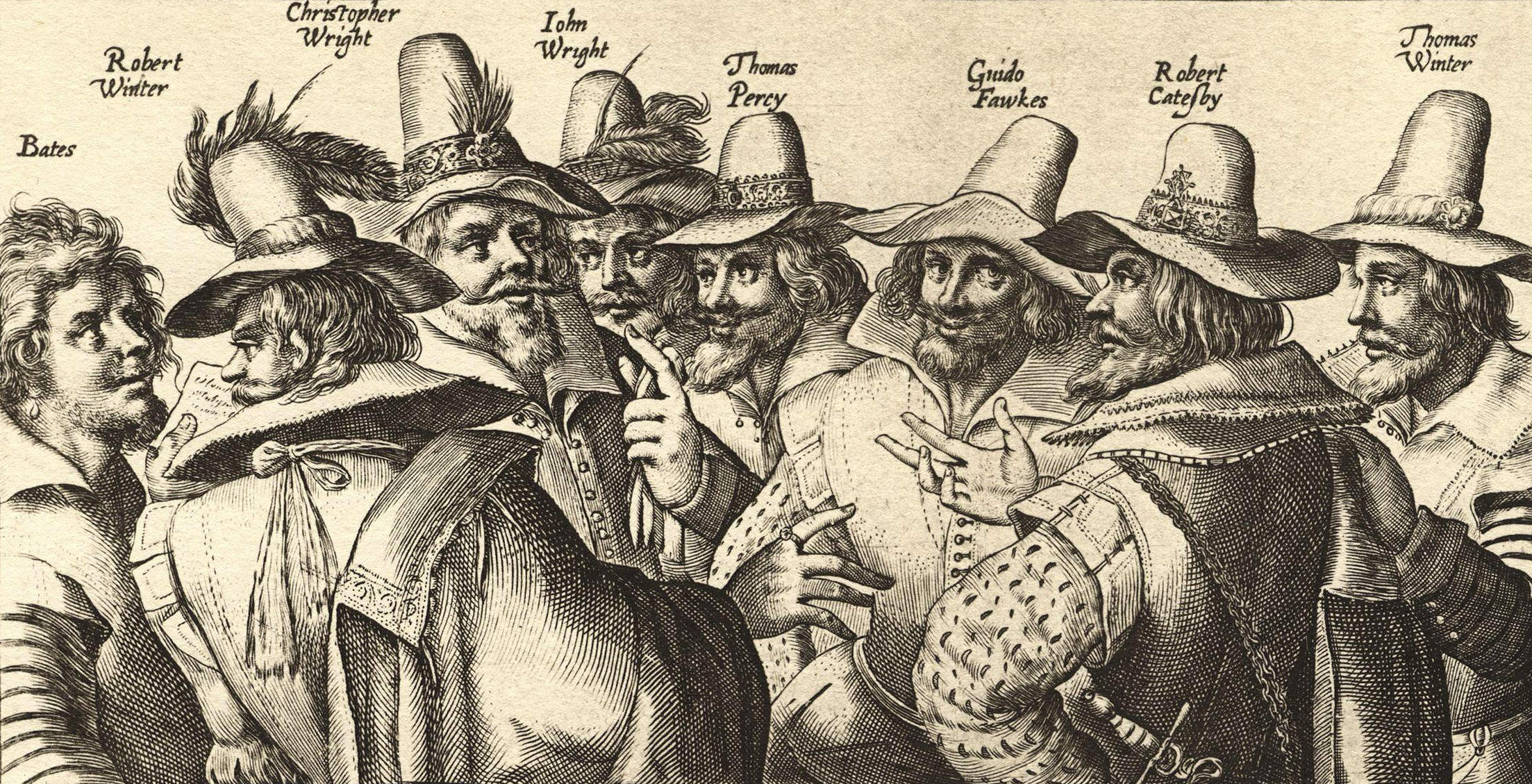
Gravat contemporani titulat The Gunpowder Plot Conspirators de l'artista neerlandès Crispijn van de Passe (1605). L'autor probablement no va conèixer a cap dels conspiradors, però el gravat ha aconseguit gran notorietat.

Quan Jaume I va pujar al tron anglès, ja havia estat rei d'Escòcia durant 36 anys, i havia après a sobreviure. D'una banda, era flexible i voluntariós per arribar a acords i per un altre era rude i indecorós. Era bisexual i entre 1618-1628 el seu favorit, George Villiers, I duc de Buckingham, va ser l'home més important del Regne d'Anglaterra després del mateix rei.
Jaume va pretendre la coexistència de totes les religions, però un grup de catòlics a la Conspiració de la Pólvora del 5 de novembre de 1605 van atemptar contra el govern, van ser executats. En endavant, els catòlics van ser considerats possibles traïdors. Jaume va heretar un deute que va incrementar gastant molts diners amb els seus favorits. Va acabar la guerra amb Espanya i va mantenir el Regne d'Anglaterra al marge de la Guerra dels Trenta Anys. La corona va donar suport a la colonització de l'Ulster. Els càrrecs a Irlanda exigien jurar la Llei de Supremacia, el que significava l'exclusió dels catòlics. D'aquesta manera els anglesos es van fer amos del Parlament irlandès. Els colons van ser majoria a l'Ulster, mentre a la resta d'Irlanda només representaven una minoria combativa.

### Carles I (1625-1642)

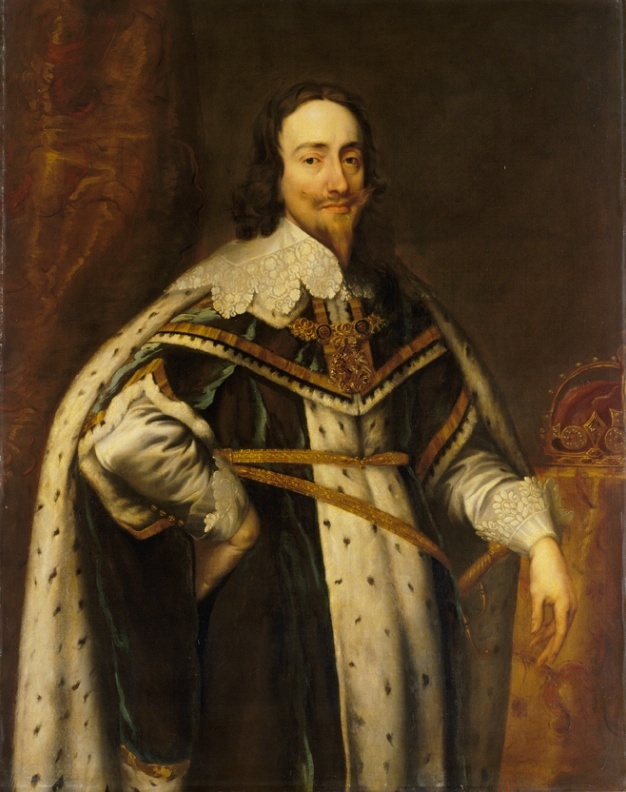
Retrat del Rei Carles I, pintat per Anthony van Dyck el 1636.

Carles I era llepafils i retret, bon pare i bon marit, però sense qualitats negociadores. Es va enfrontar a Espanya en la Guerra dels Trenta Anys. Va fracassar en el seu atac a Cadis i en el seu intent d'alliberar els hugonots francesos. El 1628 va demanar diners al Parlament, que a canvi va redactar la Petició de Dret contra l'arrest arbitrari, l'impost extraparlamentari, el reclutament de tropes gratuït i la llei marcial. Carles va fingir acceptar la petició, però va deixar de respectar-la al cap de poc temps, i va dissoldre el Parlament el 1629. Van començar llavors els onze anys de govern absolutista. El 1629 Carles va signar la pau amb el Regne de França i el 1630 la pau amb Espanya. El 1637 estava en el cim del seu poder, amb el pressupost equilibrat.
No obstant això la seva política religiosa disgustava als seus súbdits: en el seu suport a l'anglicanisme davant del calvinisme molts veien una restauració del papat. Al Regne d'Escòcia va intentar imposar a l'Església presbiteriana. El 1638 els escocesos van formar una Aliança Nacional i Carles va enviar un exèrcit contra ella. És el començament de les anomenades Guerres dels tres regnes, una successió de conflictes interconnectats que se succeirien al Regne d'Escòcia, Irlanda i Regne d'Anglaterra fins al 1651, entre els quals s'inclouen la Guerra Civil Anglesa amb les seves tres fases.
Al començament de les Guerres dels Bisbes (1639 - 1649), Carles no va aconseguir formar un exèrcit amb garanties i es va veure obligat a signar la pau el 1639. El 1640 va patir una derrota i els escocesos van envair Regne d'Anglaterra, vencent a Newcastle upon Tyne i ocupant la zona nord-oriental del país. Al novembre del 1640 Carles, sense diners, va convocar al Parlament, que ja no s'havia de dissoldre en vida del monarca en el que es coneix com el Parlament Llarg. El 1641 es va arribar a un acord pacífic amb els escocesos.
La primera sessió del Parlament Llarg va durar fins a l'agost del 1641. Es van abolir les mesures financeres de la Corona establertes en la dècada anterior i els tribunals de prerrogativa reial. Carles va acceptar, però el Parlament no el va creure. El Parlament va atacar llavors als principals ministres: Strafford i Llaüt van ser executats. El Parlament va aprovar la Llei Triennal, que obligava a reunir el Parlament cada tres anys, la seva dissolució només es produiria per acord dels seus membres.
L'octubre del 1641 es va produir una nova rebel·lió a Irlanda. Molts protestants van ser assassinats. Els catòlics anglesos van fer costat als irlandesos. La Confederació Catòlica, amb el seu propi Parlament, va estar liderada per Owen Roe O'Neill. El Parlament va témer que Carles utilitzés l'exèrcit format per sufocar la rebel·lió contra els seus propis súbdits. La Gran Protesta va exigir el nomenament de ministres amb la confiança del Parlament, el permís a les pràctiques calvinistes i la supervisió per part del Parlament de l'exèrcit destinat a Irlanda. Carles va rebutjar la sol·licitud, animat per l'escàs marge de vots amb el qual havia estat aprovada.
El 3 de gener del 1642 Carles va enviar al fiscal general a la Cambra dels Lords per a incoar un procés per alta traïció a diversos Comuns. L'intent d'arrest va precipitar la guerra civil: a Londres es van produir manifestacions i altercats públics. Al maig el Parlament va assumir el poder de realitzar nomenaments militars. Al juliol el Parlament va constituir el seu propi exèrcit i a l'agost el rei va formar el seu a Nottingham.

### Primera Guerra Civil (1642-1649)
La guerra civil va dividir a les famílies, mentre els estrats baixos van reaccionar amb apatia. Va ser una guerra de setges i escaramusses i no de grans batalles. El Parlament comptava amb avantatge a llarg termini en disposar dels recursos humans i econòmics de Londres i de l'ajuda de 20.000 escocesos. Per això van procurar esgotar als reialistes, el principal general va ser el príncep Rupert, nebot de Carles. El 25 d'octubre del 1642 va tenir lloc la inconclusa batalla d'Edgehill. Carles va tenir l'oportunitat de prendre Londres però es va retirar incomprensiblement. A la primavera del 1643 els reialistes van gaudir de diverses victòries, però esgotada la munició, Carles va retrocedir. L'hivern va portar a un estancament.
Abans de la seva mort a finals del 1643 el líder del Parlament, Pym, va signar la Solemne Lliga i Aliança, per la qual els escocesos van col·laborar amb 20.000 homes a canvi d'una reforma religiosa al Regne d'Escòcia d'acord amb els principis presbiterians.
Al juliol del 1644 va tenir lloc a Marston Moor la major batalla de la guerra, amb victòria dels parlamentaristes, qui van ocupar després York i van assegurar el control del nord. Les disputes entre els generals parlamentaristes van impedir rematar llavors la guerra. Al setembre els reialistes van prendre Cornualla. Després de la batalla de Newbury els dos exèrcits van quedar exhausts.
Per resoldre les lluites internes entre els generals parlamentaristes, es va dictar l'ordenança autoexcloent, per la qual els membres del Parlament no podien exercir autoritat militar. Només Oliver Cromwell en va quedar exempt. Les tropes van ser reunides en el nou exèrcit model, manat per Sir Thomas Fairfax. Carles es va veure obligat a retrocedir cap al nord, però al juliol del 1645, a la batalla de Naseby, la victòria reialista va desequilibrar definitivament la guerra.
El 1644 i el 1645 els catòlics escocesos, ajudats pels irlandesos, van aconseguir espectaculars victòries al Regne d'Escòcia, però al setembre del 1645 van ser aixafats per l'Aliança. Carles es va rendir als escocesos al maig del 1646. Es va negar a negociar de debò, mentre els seus oponents mantenien les diferències entre ells. Es va produir una revolta popular en contra de la violència i la destrucció regnants. El comerç es va enfonsar i es va patir una depressió econòmica.

### Pau, Segona Guerra Civil i execució de Carles I (1646-1649)
El Parlament estava dividit en episcopalians, presbiterians i independents. Els episcopalians tenien la majoria i pretenien una organització religiosa jerarquitzada, encapçalada pels bisbes. Els presbiterians desitjaven organitzar una Església d'Anglaterra governada des de les bases, a partir de les congregacions, amb un paper important per als laics. Els independents s'oposaven als presbiterians.
El 1646 es va reformar l'Església d'Anglaterra d'acord amb els principis presbiterians, segons havia acordat el Parlament amb els escocesos, però el poble va seguir practicant els ritus anglicans que coneixia.
El poble va reclamar la reducció d'impostos i la desmobilització de l'exèrcit, en què va anar penetrant un moviment radical, que es va oposar a l'arbitrarietat del Parlament i dels presbiterians.
Al desembre del 1646 la City de Londres va sol·licitar al Parlament la dissolució de l'exèrcit. Al febrer i març del 1647 es van reduir les atribucions de l'exèrcit, al mateix temps que seguia sense rebre les seves pagues. Quan el Parlament va pretendre desmantellar la infanteria, l'exèrcit va prendre la iniciativa. Al juny va capturar a Carles I. Oliver Cromwell es va erigir en líder dels militars. L'agost del 1647 l'exèrcit va presentar al rei un catàleg de propostes que va ser rebutjat. El novembre del 1647 Carles va fugir. Al desembre va signar un compromís amb els escocesos, en el qual acceptava establir el presbiterianisme a Regne d'Anglaterra a canvi d'ajuda militar. Entre l'abril i el juny del 1648 es van succeir les revoltes contra el Parlament a Regne d'Anglaterra, però van ser controlades per l'exèrcit. Cromwell va derrotar els escocesos al juliol i va envair el Regne d'Escòcia.
Un petit grup de l'exèrcit estava convençut de la impossibilitat d'arribar a un acord amb Carles I, però el Parlament era partidari de negociar. El cop militar instigat per Cromwell, organitzat pel general Henry Ireton i dut a terme pel coronel Thomas Pride va purgar el Parlament, de manera que només van quedar alguns membres, en el que es va conèixer com el Parlament Romanent o Rump Parliament. El Rump va nomenar un tribunal que va acusar Carles de traïdor i va manar decapitar-lo el 30 de gener del 1649.

### El Parlament Romanent (1649-1653)
El Parlament Romanent va abolir la monarquia i va eliminar la Cambra dels Lords, declarant a Regne d'Anglaterra com la Commonwealth. El país va acceptar el canvi a contracor, molts jutges van dimitir i el govern local es va fer impossible. Fairfax va dimitir i el camí va quedar expedit per Cromwell, que es va convertir en Capità General de l'Exèrcit.
Els anivelladors van pretendre el vot per a tots els homes majors de 21 anys, la convocatòria anual del Parlament, l'eliminació del delme i la simplificació de la Llei. El líder del moviment, John Lilburne, va atacar al Govern exigint-li reformes radicals per a la redistribució de la riquesa. Va instar als soldats a prendre el poder en nom del poble. Va ser arrestat però va resultar absolt. Un altre grup opositor, els diggers, va pretendre la propietat comuna dels béns. Va desaparèixer tota forma de censura i els radicals es van infiltrar en la religió i en la política, ocasió que van aprofitar els mil·lenaristes i les sectes. Alguns grups demanaven l'abolició dels delmes i la participació de les dones en la predicació i en el govern de l'Església. El 1647 George Fox va constituir la Societat d'Amics, els membres van ser coneguts com els quàquers. La seva doctrina es basava en la consciència individual i estaven implicats en el radicalisme polític. Una altra secta, els ranters, creien que qui rebien la Gràcia divina no podien cometre errors ni havien d'observar les lleis humanes.
La rebel·lió irlandesa no estava completament aixafada i el Parlament Romanent va decidir recobrar el control d'Irlanda i venjar la mort de protestants. Cromwell va atacar a Drogheda a un exèrcit reialista i a Wexford als catòlics. La brutalitat de la repressió va provocar que els irlandesos defensessin aferrissadament el seu territori. El 1652 es va arribar a un acord pel qual els terratinents irlandesos van ser substituïts per protestants, excepte a la província de Connacht. Molts irlandesos van ser morts o exiliats i Irlanda va ser declarada part de la Commonwealth.
El 1650 Cromwell va atacar el Regne d'Escòcia, que havia coronat Carles II. Després de la victòria de Dunbar molts escocesos van ser assassinats i fets presoners. Cromwell va ocupar Edimburg i Glasgow. El 1651 Cromwell i Lambert van derrotar a les restes de l'exèrcit reialista a Worcester. Tot el que es va poder arrencar d'Escòcia va ser traslladat a Regne d'Anglaterra. La unió efectiva amb Escòcia es va realitzar el 1654. Es van construir o es van reparar 77 grans vaixells i es va constituir una flota permanent.
El 1651 es va aprovar la Llei de Navegació per tallar el comerç holandès amb Amèrica del Nord. Va esclatar llavors la Primera Guerra Anglo-Holandesa (1652 - 1654). El 1652 Blake va ser derrotat per l'holandès Tromp, però el 1653 va vèncer a Portland i a Beachy Head. Amb els vaixells holandesos capturats Regne d'Anglaterra va poder duplicar les xifres del seu comerç.
El Parlament Romanent era molt impopular a l'exèrcit i a tot el país. Cromwell no va aconseguir les reformes que pretenia i el va dissoldre el 20 d'abril del 1653.

### Protectorat (1653-1658)

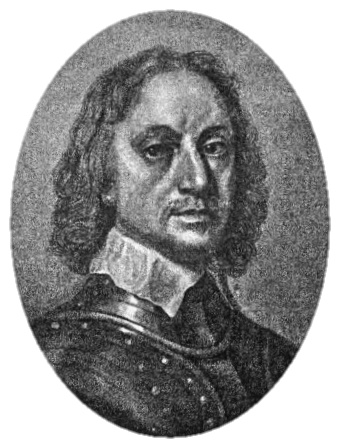
Oliver Cromwell.

Cromwell va decidir atorgar l'autoritat suprema a una assemblea de 140 homes fidels. La majoria eren moderats, amb una minoria de radicals. Després de cinc mesos d'altercats, els moderats van retornar el poder a Cromwell. L'exèrcit va prendre el comandament, però Cromwell es va negar a presidir el govern i va encarregar a Lambert una nova constitució. L'Instrument de Govern de 1653 va instituir un Govern compost pel Lord Protector (Cromwell, amb tot el poder executiu) del Parlament i del Consell. Cromwell va rebutjar el títol de rei. L'Instrument va garantir la llibertat de culte a tots menys als catòlics i els episcopalians, encara que van deixar de ser perseguits oficialment i fins i tot els jueus van ser readmesos. El poder del Protector estava sotmès a nombroses restriccions que el mateix Cromwell aprovava. En el Consell sempre hi va haver majoria de civils. La mida de l'Exèrcit va anar reduint-se progressivament. En les eleccions, els presbiterians van aconseguir molts escons i la situació es va fer inviable. El sistema legal i els governs locals no es van alterar pràcticament i es va defensar l'ordre social vigent.
Finalitzada la guerra contra Holanda, Cromwell va atacar les colònies d'Espanya del Carib. Anglaterra es va fer amb Jamaica, però les baixes van ser grans i l'intent es va considerar un gran fracàs. Es van nomenar generals encarregats d'executar les lleis que prohibien beure, blasfemar, jurar, etc. Van durar menys d'un any i van ser detestats per tots.
Cromwell va governar de manera arbitrària, empresonant a gent sense judici previ. Després de fracassar en l'intent que financés la guerra contra Espanya, va dissoldre el Parlament. La seva salut es va deteriorar ràpidament i va nomenar successor al seu fill Ricard; va morir el 3 de setembre de 1658.

### Final de la República (1658-1660)
Entre el setembre del 1658 i el desembre del 1659 el caos polític i econòmic es va ensenyorir del país, mentre els grups polítics eren incapaços d'arribar a un acord. A l'hivern de 1659 - 1660 tots es van adonar que la restauració de la monarquia era l'única manera d'aconseguir l'estabilitat. Richard Cromwell era incapaç de sostenir el govern. El Parlament va despullar a l'exèrcit de poder polític a l'abril del 1659. Richard va dissoldre el Parlament. El general Monck va entrar en negociacions amb el príncep Carles. El 1660 la República es va ensorrar.

### Carles II (1660-1685)
Carles II era encantador, amant del plaer, intel·ligent i indolent. Va mostrar un enorme valor i va construir un règim d'àmplia base. Va repartir el poder entre els diferents partits. Exiliat a Holanda, va signar la Declaració de Breda. Es concedia una amnistia general. El Parlament s'encarregaria del problema de l'expropiació de terres, el que implicava per als reialistes l'esperança de la seva recuperació. Els independents podien confiar en una tolerància religiosa. Per tot això, la rebuda de Carles II a Londres va ser multitudinària.
Mitjançant la Llei d'Amnistia i Oblit, el Parlament va amnistiar a tots, excepte el que havia signat la sentència de mort de Carles I. El cap de Cromwell va ser exposat durant 25 anys en un pal davant del Parlament. Onze persones van ser executades públicament. L'Exèrcit va ser desmantellat, després de pagar-li el que se li devia. Els valors de la Cambra i els bisbes van tornar als seus llocs, incloent l'episcopat escocès. Les terres de l'Església i de la Corona van ser retornades.
Malgrat les intencions de tolerància del rei, el Parlament va restaurar la supremacia anglicana. El 1661, la Llei de Corporació va establir la despossessió dels funcionaris no anglicans. Aquesta Llei va continuar vigent fins al 1828. La Llei d'Uniformitat de 1662 va exigir que els clergues fossin ordenats per bisbes i que en els serveis religiosos s'utilitzés només el Devocionari. La Llei dels Conventícols de 1664 va prohibir els serveis religiosos que no fossin anglicans (a partir de 1670 aquesta Llei es va deixar de complir). La Llei de les Cinc Milles de 1665 va prohibir que els clergues dissidents visquessin en un radi de cinc milles de les ciutats.
Els anglesos van pugnar amb els holandesos per la preponderància comercial. Des del 1663 les colònies angleses solament podien importar béns europeus des d'Anglaterra i en vaixells anglesos. El 1664 els anglesos van prendre Nova Amsterdam, denominant-la Nova York. El 1665 Jaume, duc de York i germà de Carles, va derrotar l'esquadra holandesa a Lowestoft. Al juny de 1666 la Batalla dels Quatre Dies va suposar enormes pèrdues per a anglesos i holandesos. En aquest mateix any Londres es va veure atacat per la pesta, que es va endur a 56.000 persones. La va seguir el gran incendi de Londres. La Corona es va veure en la fallida. Carles II va començar les negociacions de pau amb els holandesos al maig de 1667 i va reunir la flota a Chatham (Kent). L'almirall holandès De Ruyter va aprofitar l'ocasió: va incendiar tres bucs i va capturar el Royal Charles, vaixell insígnia. La guerra va concloure amb el Tractat de Breda, i Anglaterra es va fer de forma definitiva amb Nova York i Nova Jersey, territoris sense importància per aquell temps.
Quan Lluís XIV va envair els territoris espanyols dels Països Baixos, Anglaterra es va aliar amb els holandesos. Però Carles i Lluís van signar el Tractat de Dover. Carles rebia un subsidi anual mentre durés la guerra i es feia amb part de l'imperi holandès. En les clàusules secretes, Carles II es va comprometre a permetre el catolicisme. En efecte, Carles va declarar la guerra als holandesos i va signar la Declaració d'Indulgència que permetia els ritus catòlics en privat.
Al març del 1672 el Parlament va obligar a Carles a cancel·lar la Declaració i va aprovar la Llei de Prova, per la qual tots els que ocupaven un lloc oficial havien de combregar d'acord amb l'Església d'Anglaterra i negar la transsubstanciació (va regir fins al 1828). El Parlament es va negar a concedir més diners per a la guerra i Carles va signar la pau amb els holandesos el 1674.
El 1678 es va produir un suposat complot papista: 35 innocents van ser executats. El Parlament va voler excloure de la successió al duc de York, catòlic, i Carles el va dissoldre. La Cambra dels Comuns del següent Parlament va aprovar un projecte de llei en el mateix sentit, que va ser rebutjat per la Cambra dels Lords. El Parlament va quedar novament dissolt. Els exclusionistes es van anomenar més tard whigs i els que s'oposaven a l'exclusió tories. Carles no va convocar el Parlament entre 1681 - 1685. Després del frustrat complot de la Casa de Rye, que va pretendre l'assassinat de Carles i Jaume, van ser executats alguns dels seus oponents. Carles II es va convertir al catolicisme en el llit de mort.

### Jaume II (1685-1689)
Jaume II no va tenir problemes per accedir al tron, després de prometre governar respectant la legislació i mantenint la independència de l'Església d'Anglaterra. Era catòlic gelós i va procurar que els catòlics romans poguessin celebrar la seva litúrgia obertament i que poguessin participar en la vida política. La seva filla Maria, de religió protestant i casada amb el calvinista holandès Guillem d'Orange, era l'hereva.
Al juny de 1685, el duc de Monmouth, fill bastard de Carles I, va envair Anglaterra des d'Holanda. Va convèncer els artesans de l'oest del país, on la indústria tèxtil estava deprimida. Va reunir un exèrcit de 3.000 soldats inexperts, i va intentar un atac per sorpresa a Sedgemoor (Somerset). Després de la derrota, va ser executat. Aquesta va ser l'última rebel·lió popular a Anglaterra, famosa per la sagnant repressió. Van ser condemnats a mort 300 rebels i molts més van ser deportats.
Jaume va pretendre suprimir la Llei de Prova, però el Parlament no ho va admetre. Llavors, va recórrer a la seva prerrogativa per eximir a alguns individus de les lleis penals. Va substituir la meitat dels jutges i a 250 jutges de pau per catòlics, va integrar a quatre catòlics en el seu Consell Privat i va nomenar oficials catòlics en l'exèrcit. A Irlanda va aplicar la mateixa política. Mentrestant, arribaven a Anglaterra protestants perseguits a Regne de França.
A l'abril de 1688, Jaume va promulgar la Declaració d'Indulgència, per la qual es van suprimir les lleis penals contra els catòlics i els dissidents. Al maig va obligar a la lectura de la Declaració en les esglésies. L'arquebisbe Sancroft i sis bisbes s'hi van negar a això i van ser jutjats, però van absolts pel jurat.
El 10 de juny, la reina Maria va donar a llum a Jaume Francesc Estuard, obrint així la possibilitat d'una successió catòlica.
Líders protestants van escriure a Guillem d'Orange oferint el seu suport si envaïa Anglaterra. Va desembarcar a Devon amb 20.000 homes i 500 vaixells. L'exèrcit professional de Jaume era també de 20.000 homes i tenia a més una milícia de similar nombre. Jaume es va traslladar a Salisbury on va embogir. John Churchill i el duc de Grafton es van passar a les forces de Guillem. Jaume va fugir a França. Tots els whigs i la majoria dels tories van donar suport a la concessió del tron a Guillem i Maria.

### La Reina Anna i la unió amb Escòcia (1702-1707)
El 1706 es va preparar un projecte de llei anglès d'Unió per al Regne d'Escòcia. En teoria, Escòcia podria rebutjar la proposta, però, realment era una veritable opció? Potser de rebutjar els escocesos s'arriscaven a haver d'acceptar una oferta molt menys generosa. Hi havia un debat feroç en ambdós costats de la frontera sobre els pros i els contres de la unió. No obstant això, el parlament escocès va acabar estant-hi d'acord. L'any següent, 1707, Anglaterra i Escòcia van ser unificades com el Regne de la Gran Bretanya. Aquest acte va suprimir Anglaterra i Escòcia com a regnes separats, creant un regne que comparteix un Parlament amb seu a Westminster conforme a la Llei d'Unió de 1707 (Union Act of 1707). La reina Anna es va convertir en la primera Reina «britànica». Escòcia ara enviaria 45 diputats al Parlament de Westminster. Des d'un punt de vista econòmic s'obria una àrea de lliure comerç entre els dos països. No obstant això, certes institucions escoceses i angleses no es van fusionar en el sistema britànic: les lleis van romandre separades, com va passar amb la moneda i les esglésies - presbiterana escocesa d'una banda i l'anglicana de l'altra, tal com continuen avui.